# Джон Гетті

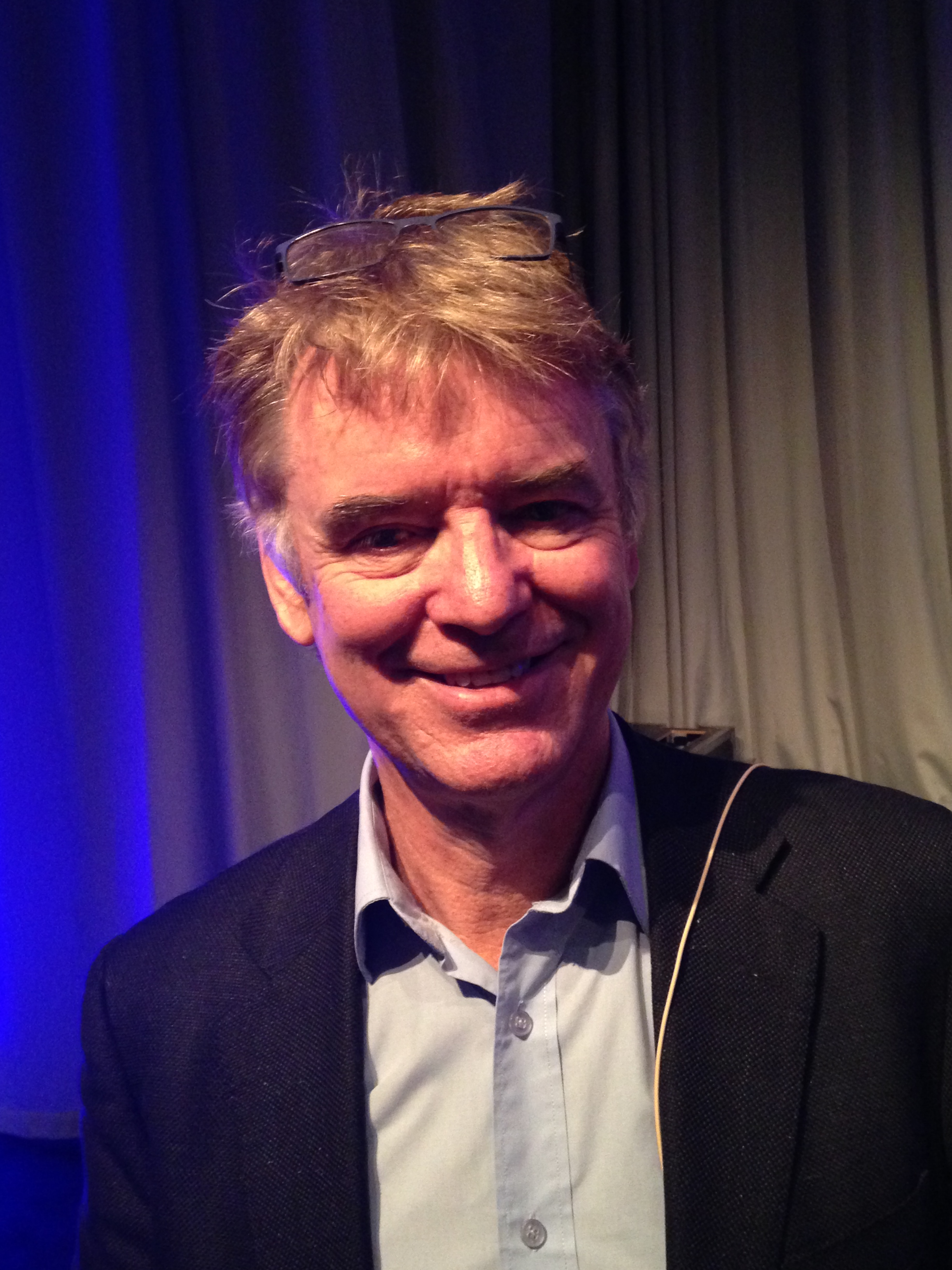
Джон Гетті в 2014 році.

Джон Гетті (Джон Аллан Клінтон Гетті; нар. 1950, Тімару) — новозеландський педагог, освітній експерт, професор у галузі освіти (2011), директор Мельбурнського науково-дослідного інституту освіти Мельбурнського університету в Австралії. Раніше працював в Університеті Окленда, Університеті Північної Кароліни в Грінсборо та Університеті Західної Австралії, а ще раніше — шкільним учителем.

## Ранній життєпис
Джон Гетті народився в 1950 році в Тімару в Новій Зеландії та відвідував середню школу для хлопчиків у рідному місті. Він здобув освітньо-науковий ступінь доктора філософії зі статистики в Університеті Торонто в 1981 році на тему одновимірного пошуку.

## Наукова діяльність
У своїх дослідженнях Джон Гетті, насамперед, зосереджується на вивченні факторів, що впливають на підвищення навчальних досягнень учнів та студентів, креативність та моделі викладання й організації ефективного освітнього процесу. Вважається прихильником науково-обґрунтованих кількісних методів дослідження для вивчення факторів, що впливають на успішність здобувачів освіти. Він очолював команду, яка підготувала дослідження та розробила так звані «Інструменти оцінювання для викладання та навчання», який упроваджує Міністерство освіти Нової Зеландії для використання в загальноосвітніх школах. До свого переїзду в Університет Мельбурна Гетті був членом незалежної консультативної групи, яка звітувала перед міністром освіти Нової Зеландії про національні стандарти з читання, письма та математики для всіх дітей початкової школи в Новій Зеландії.
Джон Гетті став відомим завдяки так званому «Дослідженню Гетті» — компіляції результатів понад 800 метааналізів рівнів шкільного навчання, яке він представив у своїй книзі «Видиме навчання» (2009). Учений визначив головні фактори, які впливають на успішність здобувачів освіти, і пояснив, що успішність учнів у закладах загальної середньої освіти, перш за все, залежить від учителя. Результати цього дослідження також підтримали провідні німецькі педагоги Екгард Кліме та Андреас Гельмке.
Ці висновки впроваджують в більшості закладів підвищення кваліфікації міністерств освіти Німеччини. Зокрема, у Гессенському офісі підготовки вчителів. Міністр освіти Матіас Бродкорб оголосив у жовтні 2014 року, що він надішле всім вчителям у Мекленбурзі-Передній Померанії коротку версію дослідження Гетті, адаптоване Клаусом Цірером на замовлення міністерства освіти Шверіна. Дослідження було опубліковано під назвою Hattie for stress teachers, а згодом побачило світ, як окреме видання.
У квітні 2013 року було опубліковано німецькомовне видання Видиме навчання (англ. Visible Learning) під назвою Зробіть навчання видимим, а в січні 2014 року було опубліковано німецькомовне видання Наочне навчання для вчителів під назвою Зробіть навчання видимим для вчителів. Клаус Зірер зробив переклад разом з Вольфгангом Бейвлем.
У своїй останній роботі Джон Гетті ще більше зосередився на питанні про те, як мислення вчителів впливає на підвищення навчальних дрсягнень учнів. Щорічна конференція Visible Learning Conference розглядала цю тему, а в 2017 році, у співпраці з Клаусом Зірером, було опубліковано «Десять ідей для видимого навчання: Навчання для успіху», яка була опублікована німецькою мовою в 2016 році під назвою «Знай свій вплив!» Опубліковано також «Visible Learning» для педагогічної практики.

## Нагороди
У 2011 році королева Єлизавета II призначила Джона Гетті офіцером Новозеландського ордена за заслуги (ONZM) за значні досягнення в освіті.
У 2016 році науковець отримав почесного доктора Аугсбурзького університету.

## Особисте життя
Джон Гетті одружений з професоркою Джанет Клінтон, яка також працює в Мельбурнському університеті.